# Tour de Catar
El Tour de Catar (oficialmente: Tour of Qatar) fueron dos carreras ciclistas profesionales por etapas cataríes, masculina y femenina, que se disputaban a principios del mes de febrero con 2 días de diferencia entre el final de uno y el inicio de la otra y siempre (excepto en 2006) con la masculina disputándose en primer lugar.
La masculina se inició en 2002 y su primer ganador fue Thorsten Wilhelms. Desde su creación fue de categoría 2.3; y desde la creación de los Circuitos Continentales UCI en 2005 forma parte del UCI Asia Tour, dentro de la categoría 2.1 primero y 2.HC (máxima categoría de estos circuitos) desde 2012. La femenina, con el nombre oficial de Ladies Tour of Qatar, se comenzó a disputar en 2006 y siempre ha sido de categoría 2.1 (máxima categoría del profesionalismo para carreras por etapas femeninas aunque en 2013, tras la introducción de la categoría 2.HC, se quedó en un segundo escalón pero solo ese año ya que esa categoría superior solo existió en ese año 2013).
La prueba masculina siempre constó de seis etapas mientras que la femenina tenía tres.
Estaban organizadas por Amaury Sport Organisation (organizadores del Tour de Francia y Rally Dakar entre otros).
El corredor que más veces ganó el Tour de Catar es Tom Boonen, con cuatro triunfos.
El 28 de diciembre de 2016, tras haber entrado a formar parte del UCI WorldTour a partir de 2017, la UCI anunció su desaparición por problemas económicos.

## Palmarés

### Masculino
| Año  | Ganador            | Segundo            | Tercero             |
| ---- | ------------------ | ------------------ | ------------------- |
| 2002 | Thorsten Wilhelms  | Damien Nazon       | Rudie Kemna         |
| 2003 | Alberto Loddo      | Olaf Pollack       | Ján Svorada         |
| 2004 | Robert Hunter      | Robbie McEwen      | Tom Boonen          |
| 2005 | Lars Michaelsen    | Matti Breschel     | Fabrizio Guidi      |
| 2006 | Tom Boonen         | Erik Zabel         | Aurélien Clerc      |
| 2007 | Wilfried Cretskens | Tom Boonen         | Steven de Jongh     |
| 2008 | Tom Boonen         | Steven de Jongh    | Greg Van Avermaet   |
| 2009 | Tom Boonen         | Heinrich Haussler  | Roger Hammond       |
| 2010 | Wouter Mol         | Geert Steurs       | Tom Boonen          |
| 2011 | Mark Renshaw       | Heinrich Haussler  | Daniele Bennati     |
| 2012 | Tom Boonen         | Tyler Farrar       | Juan Antonio Flecha |
| 2013 | Mark Cavendish     | Brent Bookwalter   | Taylor Phinney      |
| 2014 | Niki Terpstra      | Tom Boonen         | Jürgen Roelandts    |
| 2015 | Niki Terpstra      | Maciej Bodnar      | Alexander Kristoff  |
| 2016 | Mark Cavendish     | Alexander Kristoff | Greg Van Avermaet   |

#### Clasificaciones secundarias
| Año  | Puntos             | Jóvenes                  | Equipo                  |
| ---- | ------------------ | ------------------------ | ----------------------- |
| 2002 | Thorsten Wilhelms  | Vladimir Smirnov         | Coast                   |
| 2003 | Alberto Loddo      | Alberto Loddo            | CSC                     |
| 2004 | Tom Boonen         | Tom Boonen               | Fassa Bortolo           |
| 2005 | Tom Boonen         | Matti Breschel           | CSC                     |
| 2006 | Tom Boonen         | Matti Breschel           | Phonak Hearing Systems  |
| 2007 | Tom Boonen         | Alexandre Pichot         | Quick Step-Innergetic   |
| 2008 | Tom Boonen         | Greg Van Avermaet        | Quick Step              |
| 2009 | Heinrich Haussler  | Heinrich Haussler        | Cervélo                 |
| 2010 | Heinrich Haussler  | Roger Kluge              | Cervélo                 |
| 2011 | Heinrich Haussler  | Nikolas Maes             | Garmin-Cervélo          |
| 2012 | Tom Boonen         | Ramūnas Navardauskas     | Omega Pharma-QuickStep  |
| 2013 | Mark Cavendish     | Taylor Phinney           | BMC Racing              |
| 2014 | Tom Boonen         | Guillaume Van Keirsbulck | Omega Pharma-Quick Step |
| 2015 | Alexander Kristoff | Peter Sagan              | Etixx-Quick Step        |
| 2016 | Alexander Kristoff | Søren Kragh Andersen     | BMC Racing              |

### Femenino
| Año  | Ganadora             | Segunda          | Tercera         |
| ---- | -------------------- | ---------------- | --------------- |
| 2009 | Kirsten Wild         | Giorgia Bronzini | Kirsty Broun    |
| 2010 | Kirsten Wild         | Giorgia Bronzini | Rasa Leleivytė  |
| 2011 | Ellen van Dijk       | Charlotte Becker | Iris Slappendel |
| 2012 | Judith Arndt         | Trixi Worrack    | Kirsten Wild    |
| 2013 | Kirsten Wild         | Chloe Hosking    | Ellen van Dijk  |
| 2014 | Kirsten Wild         | Amy Pieters      | Chloe Hosking   |
| 2015 | Elizabeth Armitstead | Chloe Hosking    | Ellen van Dijk  |
| 2016 | Trixi Worrack        | Romy Kasper      | Ellen van Dijk  |

## Palmarés por países

### Masculino
| País            | Victorias | 2.º lugar | 3.º lugar | Total |
| --------------- | --------- | --------- | --------- | ----- |
| Bélgica         | 5         | 3         | 5         | 13    |
| Países Bajos    | 3         | 1         | 2         | 5     |
| Reino Unido     | 2         | 0         | 1         | 3     |
| Alemania        | 1         | 3         | 0         | 4     |
| Australia       | 1         | 2         | 0         | 3     |
| Dinamarca       | 1         | 1         | 0         | 2     |
| Italia          | 1         | 0         | 2         | 3     |
| Sudáfrica       | 1         | 0         | 0         | 1     |
| Estados Unidos  | 0         | 2         | 1         | 3     |
| Noruega         | 0         | 1         | 1         | 2     |
| Francia         | 0         | 1         | 0         | 1     |
| Polonia         | 0         | 1         | 0         | 1     |
| República Checa | 0         | 0         | 1         | 1     |
| Suiza           | 0         | 0         | 1         | 1     |
| España          | 0         | 0         | 1         | 1     |

### Femenino
| País         | Victorias | 2.º lugar | 3.º lugar | Total |
| ------------ | --------- | --------- | --------- | ----- |
| Países Bajos | 5         | 1         | 5         | 11    |
| Alemania     | 2         | 3         | 1         | 6     |
| Reino Unido  | 1         | 0         | 0         | 1     |
| Italia       | 0         | 2         | 0         | 2     |
| Australia    | 0         | 2         | 2         | 4     |
| Lituania     | 0         | 0         | 1         | 1     |

## Estadísticas

### Ganadores de más etapas
| Corredor           | Etapas |
| ------------------ | ------ |
| Tom Boonen         | 22     |
| Kirsten Wild       | 10     |
| Mark Cavendish     | 9      |
| Alexander Kristoff | 6      |
| Alberto Loddo      | 3      |
| Giorgia Bronzini   | 3      |
| Ellen van Dijk     | 3      |
| Francesco Chicchi  | 2      |
| Robert Hunter      | 2      |
| Thorsten Wilhelms  | 2      |
| Heinrich Haussler  | 2      |
| Lizzie Armitstead  | 2      |
| Chloe Hosking      | 2      |